# مشتق (كيمياء)
المشتق في الكيمياء، هو مركب مشتق من مركب مماثل عن طريق عملية كيميائية أو فيزيائية. في الماضي كان المصطلح يعني أيضاً المركب الذي يمكن تصور أن ينشأ من مركب آخر، إذا تم استبدال ذرة واحدة بذرة أخرى أو مجموعة من الذرات، لكن لغة الكيمياء الحديثة تطلق الآن مصطلح التناظر الهيكلي (البنيوي) لهذا المعنى. وبهذا تم القضاء على اللبس الحاصل بين هذين المصطلحين. مصطلح «التناظر الهيكلي» (بالإنجليزية: Structural Analogue)‏ معروف في الكيمياء العضوية. في الكيمياء الحيوية ترتبط هذه الكلمة بالمركبات التي يمكن نظرياً على الأقل إيجادها من المركب السابق.
يمكن استخدام المشتقات الكيماوية لتسهيل عملية التحليل. على سبيل المثال، تحليل نقطة الانصهار (MP) يمكن أن يساعد في التعرف على العديد من المركبات العضوية. يمكن تحضير مشتق بلّوري، كالسيمي كاربازون أو 4,2-ثنائي نيترو فينيل هيدرازين (2,4Dinitrophenylhydrazine) (مشتق من الألدهيدات/الكيتونات)، كطريقة سهلة للتحقق من هوية المركب الأصلي، بافتراض وجود جدول بقيم نقاط الانصهار للمشتقات. استخدمت هذه الطرق على نطاق واسع قبل ظهور التحليل الطيفي.